# Shareef Abdur-Rahim
Shareef Abdur-Rahim (Marietta, Georgia, 11. prosinca 1976.) umirovljeni je američki profesionalni košarkaš. Igrao je na poziciji niskog krila ili krilnog centra. Izabran je u 1. krugu (3. ukupno) NBA drafta 1996. od strane Vancouver Grizzliesa. Trenutačno je pomoćni trener Paulu Westphalu u Sacramento Kingsima.

## Rani život
Abdur-Rahim je rođen kao drugo od ukupno dvanaestero djece Aminahe i Williama Abdura-Rahima. Kao i njegova braća, Shareef je od malih nogu počeo igrati košarku te je odlučio pohađati srednju školu Joseph Wheeler High School. Na trećoj godini, Abdur-Rahim je odveo svoju momčad do osvajanja državnog naslova te je za svoje zasluge osvojio i nagradu "Georgia Mr. Basketball". Nakon srednje škole, Abdur-Rahim je pohađao sveučilište Kalifornija. Na prvoj, freshman, godini, Abdur-Rahim prosječno je postizao 21.1 poena i 8.4 skokova u 28 odigranih susreta. Na kraju sezone, za sjajne nastupe, izabran je za konferencijskog igrača godine te je izabran u All-American treću petorku po časopisu "Associated Press". Nakon jedne provedene godine na sveučilištu, Abdur-Rahim odlučio se prijaviti na NBA draft 1996. godine.

## NBA karijera

### Vancouver Grizzlies
Izabran je kao treći izbor NBA drafta 1996. godine od strane Vancouver Grizzliesa. Njegov utjecaj na igru Grizzliesa bio je vidljiv nakon samo nekoliko utakmica te je na kraju sezone, s prosjekom od 18.7 poena, 6.9 skokova i 2.2 asistencije za 35 minuta u igri, završio treći u izboru za novaka godine te je izabran u All-Rookie prvu petorku. U svojoj drugoj sezoni u dresu Grizzliesa, Abdur-Rahim je prosječno postizao 22.3 poena, 7.1 skokova i 2.6 asistencije po utakmici, ali njegovi Grizzliesi nikako nisu mogli ostvariti doigravanje. Iduće sezone Abdur-Rahim popravlja svoj prosjek te prosječno postiže 23 poena, 7.5 skokova i 3.4 asistencije po utakmici, ali unatoč njegovim sjajnim igrama, Grizzliesi nikako ne uspijevaju dalje od posljednja dva mjesta u diviziji. U sezoni 2000./01., Abdur-Rahim je, kao i prethodne četiri sezone, imao prosjek iznad 20 poena po utakmici te je predvodio momčad u poenima i skokovima. 1. prosinca 2000., u utakmici s Indiana Pacersima, Abdur-Rahim dokazao je koliko je važan za momčad Grizzliesa jer je, u 4. četvrtini utakmice, posljednjih 20 momčadskih poena postigao on sam i donio vrijednu pobjedu svojoj momčadi.

### Atlanta Hawks
27. lipnja 2001. Abdur-Rahim je mijenjan u Atlanta Hawkse zajedno s 27. izborom NBA drafta 2001. godine u zamjenu za Brevina Knighta, Lorenzena Wrighta i treći izbor NBA drafta 2001. godine. Zajedno s Jasonom Terryjem odveo je momčad do 33-49 omjera, a svojom izvedbom, u utakmici s Detroit Pistonsima, od 50 poena, 12 skokova i 5 asistencija zaključio je sjajnu sezonu koja je rezultirala izabiranjem na All-Star utakmicu. U drugoj sezoni u dresu Hawksa, Abdur-Rahim je prosječno postizao 19.9 poena i 8.4 skokova te je, u utakmici s Washington Wizardsima, pogodivši jedan skok-šut postao peti najmlađi igrač u NBA povijesti s 10,000 postignuth poena. Unatoč tome što su Glenn Robinson, Jason Terry i Abdur-Rahim, s ukupnim prosjekom od 57.9 poena po utakmici, bili najbolja momčadska trojka lige, nisu uspjeli odvesti Hawkse do doigravanja. Na kraju iduće sezone, zbog vlasnikova pomlađivanja i poboljšavanja franšize, Abdur-Rahim je mijenjan.

### Portland Trail Blazers
9. veljače 2004. Abdur-Rahim je mijenjan u Portland Trail Blazerse zajedno s Theom Ratliffom i Danom Dickauom u zamjenu za Rasheeda Walalcea i Wesleyja Persona. U sezoni 2003./04. statistike su mu pale te je prosječno postizao 16.3 poena i 7.5 skokova po utakmici. Sezonu kasnije, Abdur-Rahim je prosječno postizao 16.8 poena i 7.3 skokova te je nakon završetka sezone postao slobodan igrač. Tijekom ljeta 2005. puno se nagađalo oko Shareefovog novog kluba. Najkonkretniji bili su New Jersey Netsi koji su, putem sign and tradea, Trail Blazersima ponudili izbor prvog kruga na draftu kojeg bi Trail Blazersi proslijedili dalje u Phoenix Sunse u zamjenu za Leandra Barbosu. Međutim, nakon nekoliko tjedana, proširile su se glasine kako Abdur-Rahim nije prošao liječnički pregled zbog ožiljka na koljenu, zbog kojeg su mnogi posumnjali da je bio već podvrgavan nekim operacijama. Nakon nekoliko dana izjasnio se i sam Abdur-Rahim koji je izjavio da on baš i ne želi ići u New Jersey Netse te da koljena nisu nikakav problem jer nije propustio niti jednu utakmicu zbog takvih problema. Dva dana kasnije, zamjena je otkazana.

### Sacramento Kings
12. kolovoza 2005. Abdur-Rahim je, kao slobodan igrač, potpisao za Sacramento Kingse. U provoj sezoni u dresu Kingsa, startao je u 30 od 72 odigrane utakmice te je ostvario prosjek od 16 poena, 6.2 skokova i 3 asistencije po utakmici. Kingsi su uspjeli ostvariti doigravanje, a Abdur-Rahim ostvario je svoj debi, u prvom krugu doigravanja, protiv San Antonio Spursa. Time je prekinuo višegodišnji niz ne nastupanja u doigravanju, ujedno i postavši igrač s najviše odigranih utakmica bez ostvarenog doigravanja. U sezoni 2007./08., zbog teške ozljede koljena, Abdur-Rahim je ostvario samo 6 nastupa tijekom kojih je zabilježio prosjek od 1.7 poena po utakmici. Nakon završetka sezone, upravo zobg te teške ozljede, Abdur-Rahim se odlučio umiroviti i povući iz profesionalne košarke.

## Američka reprezentacija
Svoj prvi nastup u dresu reprezentacije, Abdur-Rahim ostvario je na "COPABA" juniorskim kvalifikacijama za Svjetsko prvenstvo. S prosjekom od 16.8 poena, 10.1 skokova i 1.6 blokada, predvodio je svoju momčad do 8-0 omjera i osvajanja zlatne medalje te kvalificiranja na Svjetsko juniorsko prvenstvo. 2000. godine, Abdur-Rahim je, zajedno s brojnim NBA zvijezdama, sudjelovao na Olimpijskim igrama u Sydneyu gdje su osvojili zlatnu medalju.

## NBA statistika

### Regularni dio
| Godina    | Klub       | Odig. uta. | Uta. poč. | Min. | 2P%   | 3P%   | Sl. bac.% | Skok. | Asist. | Ukr. lop. | Blok. | Poena |
| --------- | ---------- | ---------- | --------- | ---- | ----- | ----- | --------- | ----- | ------ | --------- | ----- | ----- |
| 1996./97. | Vancouver  | 80         | 71        | 35.0 | .453  | .259  | .746      | 6.9   | 2.2    | 1.0       | 1.0   | 18.7  |
| 1997./98. | Vancouver  | 82         | 82        | 36.0 | .485  | .412  | .784      | 7.1   | 2.6    | 1.1       | .9    | 22.3  |
| 1998./99. | Vancouver  | 50         | 50        | 40.4 | .432  | .306  | .841      | 7.5   | 3.4    | 1.4       | 1.1   | 23.0  |
| 1999./00. | Vancouver  | 82         | 82        | 39.3 | .465  | .302  | .809      | 10.1  | 3.3    | 1.1       | 1.1   | 20.3  |
| 2000./01. | Vancouver  | 81         | 81        | 40.0 | .472  | .188  | .834      | 9.1   | 3.1    | 1.1       | .9    | 20.5  |
| 2001./02. | Atlanta    | 77         | 77        | 38.7 | .461  | .300  | .801      | 9.0   | 3.1    | 1.3       | 1.0   | 21.2  |
| 2002./03. | Atlanta    | 81         | 81        | 38.1 | .478  | .350  | .841      | 8.4   | 3.0    | 1.1       | .5    | 19.9  |
| 2003./04. | Atlanta    | 53         | 53        | 36.9 | .485  | .217  | .880      | 9.3   | 2.4    | .8        | .4    | 20.1  |
| 2003./04. | Portland   | 32         | 3         | 22.8 | .447  | .364  | .832      | 4.5   | 1.5    | .8        | .6    | 10.0  |
| 2004./05. | Portland   | 54         | 49        | 34.6 | .503  | .385  | .866      | 7.3   | 2.1    | .9        | .5    | 16.8  |
| 2005./06. | Sacramento | 72         | 30        | 27.2 | .525  | .227  | .784      | 5.0   | 2.1    | .7        | .6    | 12.3  |
| 2006./07. | Sacramento | 80         | 45        | 25.2 | .474  | .150  | .726      | 5.0   | 1.4    | .7        | .5    | 9.9   |
| 2007./08. | Sacramento | 6          | 0         | 8.5  | .214  | .000  | 1.000     | 1.7   | .7     | .2        | .0    | 1.7   |
| Ukupno    |            | 830        | 704       | 34.8 | .472  | .297  | .810      | 7.5   | 2.5    | 1.0       | .7    | 18.1  |
| All-Star  |            | 1          | 0         | 21.0 | 1.000 | 1.000 | .000      | 6.0   | .0     | .0        | .0    | 9.0   |

### Doigravanje
| Godina    | Klub       | Odig. uta. | Uta. poč. | Min. | 2P%  | 3P%  | Sl. bac.% | Skok. | Asist. | Ukr. lop. | Blok. | Poena |
| --------- | ---------- | ---------- | --------- | ---- | ---- | ---- | --------- | ----- | ------ | --------- | ----- | ----- |
| 2005./06. | Sacramento | 6          | 0         | 21.5 | .535 | .000 | .600      | 4.8   | 1.2    | .3        | .0    | 9.2   |
| Ukupno    |            | 6          | 0         | 21.5 | .535 | .000 | .600      | 4.8   | 1.2    | .3        | .0    | 9.2   |

## Vanjske poveznice
- Profil na NBA.com
- Profil  Arhivirana inačica izvorne stranice od 10. travnja 2016. (Wayback Machine) na Basketball-Reference.com